# Suzuki Hayabusa
La Suzuki GSX 1300 R Hayabusa (spesso indicata come GSX-R 1300 Hayabusa o semplicemente Hayabusa) è una motocicletta super-sport tourer presentata dalla casa motociclistica Suzuki nel 1999. Nel 2021 Suzuki presenta una nuova versione omologata Euro5 con motore 1.340 cc da 190 cv e velocità massima autolimitata a 299 km/h, venduta in Italia a 19.390 €.

## Il contesto
La moto prende il nome dal falco pellegrino, l'uccello più veloce al mondo, capace di toccare i 385 km/h in picchiata. Tale accostamento è quanto mai azzeccato, dato che fin dal suo debutto la Hayabusa è stata considerata la moto più veloce del mondo, con una velocità massima di 312 km/h.
Tale velocità è stata ben presto fonte di dibattiti, tanto che si arrivò a ipotizzare una messa al bando del veicolo in Europa; la questione si risolse nel 2000 con un gentlemen's agreement tra le quattro principali Case giapponesi (Suzuki, Honda, Kawasaki e Yamaha), che fissarono la velocità massima dei loro modelli di punta a 299 km/h mediante l'uso di un limitatore elettronico. Per questo motivo, la Hayabusa prima serie è l'unica dotata di tachimetro con fondoscala fissato a 350 km/h (340 più una tacca), mentre nelle successive è a 300 km/h (280 più due tacche).
La Hayabusa risulta essere molto curata sotto tutti i punti di vista: il motore da 1.298 cm³ è alimentato da una centralina con sei mappature specifiche per ogni marcia, caricate automaticamente grazie ad un sensore posto sul selettore delle marce, che viene utilizzato anche dal contamarce posto sul cruscotto. Il comparto freni è costituito da un doppio disco da 320 mm sull'anteriore e da un disco da 240 mm sul posteriore, con pinze Tokiko a sei pistoncini. Il forcellone è dotato di una capriata di irrigidimento e i leveraggi di collegamento al mono sono di tipo progressivo. Il monoammortizzatore è completamente regolabile.
La carenatura, uno dei tratti distintivi di questa moto, è improntata all'aerodinamicità, tanto che in luogo della sella passeggero vi è una protuberanza ideata per opporre la minima resistenza possibile quando il pilota si trova rannicchiato sotto al cupolino (posizione usata nei rettilinei per migliorare l'aerodinamica e raggiungere una velocità maggiore). Altro stilema della Hayabusa è il muso, la cui forma richiama il becco di un falco.
Nel 2008 con l'introduzione della quarta serie ha subito un restyling completo, sotto ogni punto di vista. Gli interventi estetici hanno cercato di ammorbidirne le forme, pensando al contempo alla protezione del pilota dall'aria, pur mantenendo la raffinata aerodinamica che ha sempre contraddistinto la Hayabusa.
La ciclistica è stata la parte maggiormente soggetta a migliorie: i dischi freno anteriori da 320x5 mm sono stati sostituiti con altri da 310x5,5 mm, mentre le pinze Tokiko sono ora a quattro pistoncini ma con attacco radiale; le forcelle sono state maggiorate ed irrigidite, mentre il telaio ha subito piccoli ritocchi volti a migliorarne la robustezza.
Il motore è stato ulteriormente potenziato, portando la cilindrata totale a 1.348 cm³, la potenza a 197 CV a 9.500 rpm e la coppia a 155 N·m.
Per gestire l'elevatissima potenza del motore, è stato adottato un sistema a doppia farfalla: la prima è gestita come di consueto dal pilota tramite l'acceleratore, la seconda dalla centralina. È stato inoltre inserito un selettore per poter impostare in tempo reale la mappatura più consona alle proprie esigenze: la prima permette alla moto di erogare la sua piena potenza, la seconda la riduce parzialmente fornendo però una erogazione piena ai bassi ed ai medi regimi, mentre la terza limita il motore a 100 CV di potenza ed è consigliata per fondi stradali bagnati o viscidi.

## Caratteristiche tecniche
| Caratteristiche tecniche - Suzuki GSX 1300 R Hayabusa '99 | Caratteristiche tecniche - Suzuki GSX 1300 R Hayabusa '99                                                             | Caratteristiche tecniche - Suzuki GSX 1300 R Hayabusa '99                                                             | Caratteristiche tecniche - Suzuki GSX 1300 R Hayabusa '99                                                             | Caratteristiche tecniche - Suzuki GSX 1300 R Hayabusa '99                                                             | Caratteristiche tecniche - Suzuki GSX 1300 R Hayabusa '99                                                             |
| --------------------------------------------------------- | --- | --- | --- | --- | --- |
|                                                           | | | | | |
| Dimensioni e pesi                                         | | | | | |
| Ingombri (lungh.×largh.×alt.)                             | 2.140 × 740 × 1.155 mm                                                                                                | 2.140 × 740 × 1.155 mm                                                                                                | 2.140 × 740 × 1.155 mm                                                                                                | 2.140 × 740 × 1.155 mm                                                                                                | 2.140 × 740 × 1.155 mm                                                                                                |
| Altezze                                                   | Sella: 805 mm - Minima da terra: 130 mm                                                                               | Sella: 805 mm - Minima da terra: 130 mm                                                                               | Sella: 805 mm - Minima da terra: 130 mm                                                                               | Sella: 805 mm - Minima da terra: 130 mm                                                                               | Sella: 805 mm - Minima da terra: 130 mm                                                                               |
| Interasse: 1.485 mm                                       | Interasse: 1.485 mm                                                                                                   | Massa a vuoto: 251,5 kg                                                                                               | Massa a vuoto: 251,5 kg                                                                                               | Serbatoio: 21 l | Serbatoio: 21 l |
| Meccanica                                                 | | | | | |
| Tipo motore: Quadricilindrico a 4 tempi                   | Tipo motore: Quadricilindrico a 4 tempi                                                                               | Tipo motore: Quadricilindrico a 4 tempi                                                                               | Tipo motore: Quadricilindrico a 4 tempi                                                                               | Raffreddamento: a liquido                                                                                             | Raffreddamento: a liquido                                                                                             |
| Cilindrata                                                | 1298 cm³ (Alesaggio 81 × Corsa 63 mm)                                                                                 | 1298 cm³ (Alesaggio 81 × Corsa 63 mm)                                                                                 | 1298 cm³ (Alesaggio 81 × Corsa 63 mm)                                                                                 | 1298 cm³ (Alesaggio 81 × Corsa 63 mm)                                                                                 | 1298 cm³ (Alesaggio 81 × Corsa 63 mm)                                                                                 |
| Distribuzione: DOHC a quattro valvole per cilindro        | Distribuzione: DOHC a quattro valvole per cilindro                                                                    | Distribuzione: DOHC a quattro valvole per cilindro                                                                    | Alimentazione: iniezione elettronica                                                                                  | Alimentazione: iniezione elettronica                                                                                  | Alimentazione: iniezione elettronica                                                                                  |
| Potenza: 179,3 CV a 9800 rpm                              | Potenza: 179,3 CV a 9800 rpm                                                                                          | Coppia: | Coppia: | Rapporto di compressione:                                                                                             | Rapporto di compressione:                                                                                             |
| Frizione: multidisco in bagno d'olio                      | Frizione: multidisco in bagno d'olio                                                                                  | Frizione: multidisco in bagno d'olio                                                                                  | Cambio: sequenziale a 6 marce (sempre in presa)                                                                       | Cambio: sequenziale a 6 marce (sempre in presa)                                                                       | Cambio: sequenziale a 6 marce (sempre in presa)                                                                       |
| Accensione                                                | elettronica CDI | elettronica CDI | elettronica CDI | elettronica CDI | elettronica CDI |
| Trasmissione                                              | a catena | a catena | a catena | a catena | a catena |
| Avviamento                                                | elettrico | elettrico | elettrico | elettrico | elettrico |
| Ciclistica                                                | | | | | |
| Sospensioni                                               | Anteriore: forcella teleidraulica a steli rovesciati pluriregolabile / Posteriore: monoammortizzatore pluriregolabile | Anteriore: forcella teleidraulica a steli rovesciati pluriregolabile / Posteriore: monoammortizzatore pluriregolabile | Anteriore: forcella teleidraulica a steli rovesciati pluriregolabile / Posteriore: monoammortizzatore pluriregolabile | Anteriore: forcella teleidraulica a steli rovesciati pluriregolabile / Posteriore: monoammortizzatore pluriregolabile | Anteriore: forcella teleidraulica a steli rovesciati pluriregolabile / Posteriore: monoammortizzatore pluriregolabile |
| Freni                                                     | Anteriore: doppio disco da 320 mm / Posteriore: disco singolo da 240 mm                                               | Anteriore: doppio disco da 320 mm / Posteriore: disco singolo da 240 mm                                               | Anteriore: doppio disco da 320 mm / Posteriore: disco singolo da 240 mm                                               | Anteriore: doppio disco da 320 mm / Posteriore: disco singolo da 240 mm                                               | Anteriore: doppio disco da 320 mm / Posteriore: disco singolo da 240 mm                                               |
| Pneumatici                                                | anteriore da 120 x 70 ZR 17; posteriore da 190 x 50 ZR 17                                                             | anteriore da 120 x 70 ZR 17; posteriore da 190 x 50 ZR 17                                                             | anteriore da 120 x 70 ZR 17; posteriore da 190 x 50 ZR 17                                                             | anteriore da 120 x 70 ZR 17; posteriore da 190 x 50 ZR 17                                                             | anteriore da 120 x 70 ZR 17; posteriore da 190 x 50 ZR 17                                                             |
| Prestazioni dichiarate                                    | | | | | |
| Velocità massima                                          | 1999-2000 303–312 km/h (188–194 mph) 2001–2007 299 km/h (186 mph) km/h                                                | 1999-2000 303–312 km/h (188–194 mph) 2001–2007 299 km/h (186 mph) km/h                                                | 1999-2000 303–312 km/h (188–194 mph) 2001–2007 299 km/h (186 mph) km/h                                                | 1999-2000 303–312 km/h (188–194 mph) 2001–2007 299 km/h (186 mph) km/h                                                | 1999-2000 303–312 km/h (188–194 mph) 2001–2007 299 km/h (186 mph) km/h                                                |
| Accelerazione                                             | da 0 a 100 in 3,3 sec.(rilevamento da "in Sella") s                                                                   | da 0 a 100 in 3,3 sec.(rilevamento da "in Sella") s                                                                   | da 0 a 100 in 3,3 sec.(rilevamento da "in Sella") s                                                                   | da 0 a 100 in 3,3 sec.(rilevamento da "in Sella") s                                                                   | da 0 a 100 in 3,3 sec.(rilevamento da "in Sella") s                                                                   |
| Fonte dei dati:                                           | | | | | |

| Caratteristiche tecniche - Suzuki GSX-R 1300 Hayabusa 2012 | Caratteristiche tecniche - Suzuki GSX-R 1300 Hayabusa 2012                                                                                      | Caratteristiche tecniche - Suzuki GSX-R 1300 Hayabusa 2012                                                                                      | Caratteristiche tecniche - Suzuki GSX-R 1300 Hayabusa 2012                                                                                      | Caratteristiche tecniche - Suzuki GSX-R 1300 Hayabusa 2012                                                                                      | Caratteristiche tecniche - Suzuki GSX-R 1300 Hayabusa 2012                                                                                      |
| ---------------------------------------------------------- | --- | --- | --- | --- | --- |
|                                                            | | | | | |
| Dimensioni e pesi                                          | | | | | |
| Ingombri (lungh.×largh.×alt.)                              | 2190 × 735 × 1165 mm | 2190 × 735 × 1165 mm | 2190 × 735 × 1165 mm | 2190 × 735 × 1165 mm | 2190 × 735 × 1165 mm |
| Altezze                                                    | Sella: 805 mm | Sella: 805 mm | Sella: 805 mm | Sella: 805 mm | Sella: 805 mm |
| Interasse: 1480 mm                                         | Interasse: 1480 mm | Massa a vuoto: in ordine di marcia 260 kg | Massa a vuoto: in ordine di marcia 260 kg | Serbatoio: 21 +/- 1,05 l | Serbatoio: 21 +/- 1,05 l |
| Meccanica                                                  | | | | | |
| Tipo motore: Quadricilindrico a 4 tempi a carter umido     | Tipo motore: Quadricilindrico a 4 tempi a carter umido                                                                                          | Tipo motore: Quadricilindrico a 4 tempi a carter umido                                                                                          | Tipo motore: Quadricilindrico a 4 tempi a carter umido                                                                                          | Raffreddamento: a liquido | Raffreddamento: a liquido |
| Cilindrata                                                 | 1340 cm³ (Alesaggio 81,0 × Corsa 65,0 mm) | 1340 cm³ (Alesaggio 81,0 × Corsa 65,0 mm) | 1340 cm³ (Alesaggio 81,0 × Corsa 65,0 mm) | 1340 cm³ (Alesaggio 81,0 × Corsa 65,0 mm) | 1340 cm³ (Alesaggio 81,0 × Corsa 65,0 mm) |
| Distribuzione: DOHC a quattro valvole per cilindro         | Distribuzione: DOHC a quattro valvole per cilindro                                                                                              | Distribuzione: DOHC a quattro valvole per cilindro                                                                                              | Alimentazione: iniezione elettronica | Alimentazione: iniezione elettronica | Alimentazione: iniezione elettronica |
| Potenza: 145 kW (197,2 CV) a 9.500 giri/min                | Potenza: 145 kW (197,2 CV) a 9.500 giri/min | Coppia: 155 Nm 7.200 giri/min | Coppia: 155 Nm 7.200 giri/min | Rapporto di compressione: 12,5 +/- 0,3:1 | Rapporto di compressione: 12,5 +/- 0,3:1 |
| Frizione: multidisco in bagno d'olio                       | Frizione: multidisco in bagno d'olio | Frizione: multidisco in bagno d'olio | Cambio: sequenziale a 6 rapporti 1°: 13/34 (2,615) 2°: 16/31 (1,937) 3°: 19/29 (1,526) 4°: 21/27 (1,285) 5°: 22/25 (1,136) 6°: 23/24 (1,043)    | Cambio: sequenziale a 6 rapporti 1°: 13/34 (2,615) 2°: 16/31 (1,937) 3°: 19/29 (1,526) 4°: 21/27 (1,285) 5°: 22/25 (1,136) 6°: 23/24 (1,043)    | Cambio: sequenziale a 6 rapporti 1°: 13/34 (2,615) 2°: 16/31 (1,937) 3°: 19/29 (1,526) 4°: 21/27 (1,285) 5°: 22/25 (1,136) 6°: 23/24 (1,043)    |
| Accensione                                                 | elettronica CDI | elettronica CDI | elettronica CDI | elettronica CDI | elettronica CDI |
| Trasmissione                                               | Primaria a ingranaggi 83/52 (1,596); Secondaria a catena 18/43 (2,388)                                                                          | Primaria a ingranaggi 83/52 (1,596); Secondaria a catena 18/43 (2,388)                                                                          | Primaria a ingranaggi 83/52 (1,596); Secondaria a catena 18/43 (2,388)                                                                          | Primaria a ingranaggi 83/52 (1,596); Secondaria a catena 18/43 (2,388)                                                                          | Primaria a ingranaggi 83/52 (1,596); Secondaria a catena 18/43 (2,388)                                                                          |
| Avviamento                                                 | elettrico | elettrico | elettrico | elettrico | elettrico |
| Ciclistica                                                 | | | | | |
| Telaio                                                     | Doppia trave in alluminio | Doppia trave in alluminio | Doppia trave in alluminio | Doppia trave in alluminio | Doppia trave in alluminio |
| Sospensioni                                                | Anteriore: forcella telescopica a steli rovesciati completamente regolabile / Posteriore: monoammortizzatore idraulico completamente regolabile | Anteriore: forcella telescopica a steli rovesciati completamente regolabile / Posteriore: monoammortizzatore idraulico completamente regolabile | Anteriore: forcella telescopica a steli rovesciati completamente regolabile / Posteriore: monoammortizzatore idraulico completamente regolabile | Anteriore: forcella telescopica a steli rovesciati completamente regolabile / Posteriore: monoammortizzatore idraulico completamente regolabile | Anteriore: forcella telescopica a steli rovesciati completamente regolabile / Posteriore: monoammortizzatore idraulico completamente regolabile |
| Freni                                                      | Anteriore: doppio disco da 310 mm con pinze radiali a 4 pistoncini Tokiko / Posteriore: disco singolo da 260 mm                                 | Anteriore: doppio disco da 310 mm con pinze radiali a 4 pistoncini Tokiko / Posteriore: disco singolo da 260 mm                                 | Anteriore: doppio disco da 310 mm con pinze radiali a 4 pistoncini Tokiko / Posteriore: disco singolo da 260 mm                                 | Anteriore: doppio disco da 310 mm con pinze radiali a 4 pistoncini Tokiko / Posteriore: disco singolo da 260 mm                                 | Anteriore: doppio disco da 310 mm con pinze radiali a 4 pistoncini Tokiko / Posteriore: disco singolo da 260 mm                                 |
| Pneumatici                                                 | anteriore da 120 x 70 ZR 17; posteriore da 190 x 50 ZR 17                                                                                       | anteriore da 120 x 70 ZR 17; posteriore da 190 x 50 ZR 17                                                                                       | anteriore da 120 x 70 ZR 17; posteriore da 190 x 50 ZR 17                                                                                       | anteriore da 120 x 70 ZR 17; posteriore da 190 x 50 ZR 17                                                                                       | anteriore da 120 x 70 ZR 17; posteriore da 190 x 50 ZR 17                                                                                       |
| Prestazioni dichiarate                                     | | | | | |
| Velocità massima                                           | circa 300 km/h | circa 300 km/h | circa 300 km/h | circa 300 km/h | circa 300 km/h |
| Fonte dei dati:                                            | | | | | |

| Caratteristiche tecniche - Suzuki GSX-R 1300 R Hayabusa 2021 | Caratteristiche tecniche - Suzuki GSX-R 1300 R Hayabusa 2021                                                                                    | Caratteristiche tecniche - Suzuki GSX-R 1300 R Hayabusa 2021                                                                                    | Caratteristiche tecniche - Suzuki GSX-R 1300 R Hayabusa 2021                                                                                    | Caratteristiche tecniche - Suzuki GSX-R 1300 R Hayabusa 2021                                                                                    | Caratteristiche tecniche - Suzuki GSX-R 1300 R Hayabusa 2021                                                                                    |
| ------------------------------------------------------------ | --- | --- | --- | --- | --- |
|                                                              | | | | | |
| Dimensioni e pesi                                            | | | | | |
| Ingombri (lungh.×largh.×alt.)                                | 2180 × 735 × 1165 mm | 2180 × 735 × 1165 mm | 2180 × 735 × 1165 mm | 2180 × 735 × 1165 mm | 2180 × 735 × 1165 mm |
| Altezze                                                      | Sella: 800 mm | Sella: 800 mm | Sella: 800 mm | Sella: 800 mm | Sella: 800 mm |
| Interasse: 1480 mm                                           | Interasse: 1480 mm | Massa a vuoto: in ordine di marcia 264 kg | Massa a vuoto: in ordine di marcia 264 kg | Serbatoio: 20 +/- 1,05 l | Serbatoio: 20 +/- 1,05 l |
| Meccanica                                                    | | | | | |
| Tipo motore: Quadricilindrico a 4 tempi a carter umido       | Tipo motore: Quadricilindrico a 4 tempi a carter umido                                                                                          | Tipo motore: Quadricilindrico a 4 tempi a carter umido                                                                                          | Tipo motore: Quadricilindrico a 4 tempi a carter umido                                                                                          | Raffreddamento: a liquido | Raffreddamento: a liquido |
| Cilindrata                                                   | 1340 cm³ (Alesaggio 81,0 × Corsa 65,0 mm) | 1340 cm³ (Alesaggio 81,0 × Corsa 65,0 mm) | 1340 cm³ (Alesaggio 81,0 × Corsa 65,0 mm) | 1340 cm³ (Alesaggio 81,0 × Corsa 65,0 mm) | 1340 cm³ (Alesaggio 81,0 × Corsa 65,0 mm) |
| Distribuzione: DOHC a quattro valvole per cilindro           | Distribuzione: DOHC a quattro valvole per cilindro                                                                                              | Distribuzione: DOHC a quattro valvole per cilindro                                                                                              | Alimentazione: iniezione elettronica | Alimentazione: iniezione elettronica | Alimentazione: iniezione elettronica |
| Potenza: 140 kW (190,4 CV) a 9.700 giri/min                  | Potenza: 140 kW (190,4 CV) a 9.700 giri/min | Coppia: 150 Nm 7.000 giri/min | Coppia: 150 Nm 7.000 giri/min | Rapporto di compressione: 12,5 +/- 0,3:1 | Rapporto di compressione: 12,5 +/- 0,3:1 |
| Frizione: multidisco in bagno d'olio                         | Frizione: multidisco in bagno d'olio | Frizione: multidisco in bagno d'olio | Cambio: sequenziale a 6 rapporti | Cambio: sequenziale a 6 rapporti | Cambio: sequenziale a 6 rapporti |
| Accensione                                                   | elettronica CDI | elettronica CDI | elettronica CDI | elettronica CDI | elettronica CDI |
| Trasmissione                                                 | Primaria a ingranaggi 83/52 (1,596); Secondaria a catena 18/43 (2,388)                                                                          | Primaria a ingranaggi 83/52 (1,596); Secondaria a catena 18/43 (2,388)                                                                          | Primaria a ingranaggi 83/52 (1,596); Secondaria a catena 18/43 (2,388)                                                                          | Primaria a ingranaggi 83/52 (1,596); Secondaria a catena 18/43 (2,388)                                                                          | Primaria a ingranaggi 83/52 (1,596); Secondaria a catena 18/43 (2,388)                                                                          |
| Avviamento                                                   | elettrico | elettrico | elettrico | elettrico | elettrico |
| Ciclistica                                                   | | | | | |
| Telaio                                                       | Doppia trave in alluminio | Doppia trave in alluminio | Doppia trave in alluminio | Doppia trave in alluminio | Doppia trave in alluminio |
| Sospensioni                                                  | Anteriore: forcella telescopica a steli rovesciati completamente regolabile / Posteriore: monoammortizzatore idraulico completamente regolabile | Anteriore: forcella telescopica a steli rovesciati completamente regolabile / Posteriore: monoammortizzatore idraulico completamente regolabile | Anteriore: forcella telescopica a steli rovesciati completamente regolabile / Posteriore: monoammortizzatore idraulico completamente regolabile | Anteriore: forcella telescopica a steli rovesciati completamente regolabile / Posteriore: monoammortizzatore idraulico completamente regolabile | Anteriore: forcella telescopica a steli rovesciati completamente regolabile / Posteriore: monoammortizzatore idraulico completamente regolabile |
| Freni                                                        | Anteriore: Doppio disco, Brembo Stylema / Posteriore: Disco singolo con pinza Nissin                                                            | Anteriore: Doppio disco, Brembo Stylema / Posteriore: Disco singolo con pinza Nissin                                                            | Anteriore: Doppio disco, Brembo Stylema / Posteriore: Disco singolo con pinza Nissin                                                            | Anteriore: Doppio disco, Brembo Stylema / Posteriore: Disco singolo con pinza Nissin                                                            | Anteriore: Doppio disco, Brembo Stylema / Posteriore: Disco singolo con pinza Nissin                                                            |
| Pneumatici                                                   | anteriore da 120 x 70 ZR 17; posteriore da 190 x 50 ZR 17                                                                                       | anteriore da 120 x 70 ZR 17; posteriore da 190 x 50 ZR 17                                                                                       | anteriore da 120 x 70 ZR 17; posteriore da 190 x 50 ZR 17                                                                                       | anteriore da 120 x 70 ZR 17; posteriore da 190 x 50 ZR 17                                                                                       | anteriore da 120 x 70 ZR 17; posteriore da 190 x 50 ZR 17                                                                                       |
| Prestazioni dichiarate                                       | | | | | |
| Velocità massima                                             | 280-290~ km/h | 280-290~ km/h | 280-290~ km/h | 280-290~ km/h | 280-290~ km/h |
| Fonte dei dati:                                              | | | | | |